# Birmingham Hodge Hill
Circonscription parlementaire de la Chambre des communes
La circonscription de Birmingham, Hodge Hill   est une circonscription situé dans la ville de Birmingham et représenté dans la Chambre des communes du Parlement britannique.

## Géographie
La circonscription comprend :
- La partie ouest de la ville de Birmingham
- Les wards de Bordesley Green, Hodge Hill, Shard End et Washwood Heath

## Députés
Les Members of Parliament (MPs) de la circonscription sont :
| Législature                                         | Années       | Député     | Député      | Parti        |
| --------------------------------------------------- | ------------ | ---------- | ----------- | ------------ |
| Birmingham Hodge Hill issue de Birmingham Stechford |              |            |             |              |
| 49e                                                 | 1983–1987    |            | Terry Davis | Travailliste |
| 50e                                                 | 1987–1992    |            | Terry Davis | Travailliste |
| 51e                                                 | 1992–1997    |            | Terry Davis | Travailliste |
| 52e                                                 | 1997–2001    |            | Terry Davis | Travailliste |
| 53e                                                 | 2001–2004    |            | Terry Davis | Travailliste |
| 53e                                                 | 2004-2005    | Liam Byrne |             | Travailliste |
| 54e                                                 | 2005–2010    | Liam Byrne |             | Travailliste |
| 55e                                                 | 2010–2015    | Liam Byrne |             | Travailliste |
| 56e                                                 | 2015–2017    | Liam Byrne |             | Travailliste |
| 57e                                                 | 2017–2019    | Liam Byrne |             | Travailliste |
| 58e                                                 | 2019–Présent | Liam Byrne |             | Travailliste |

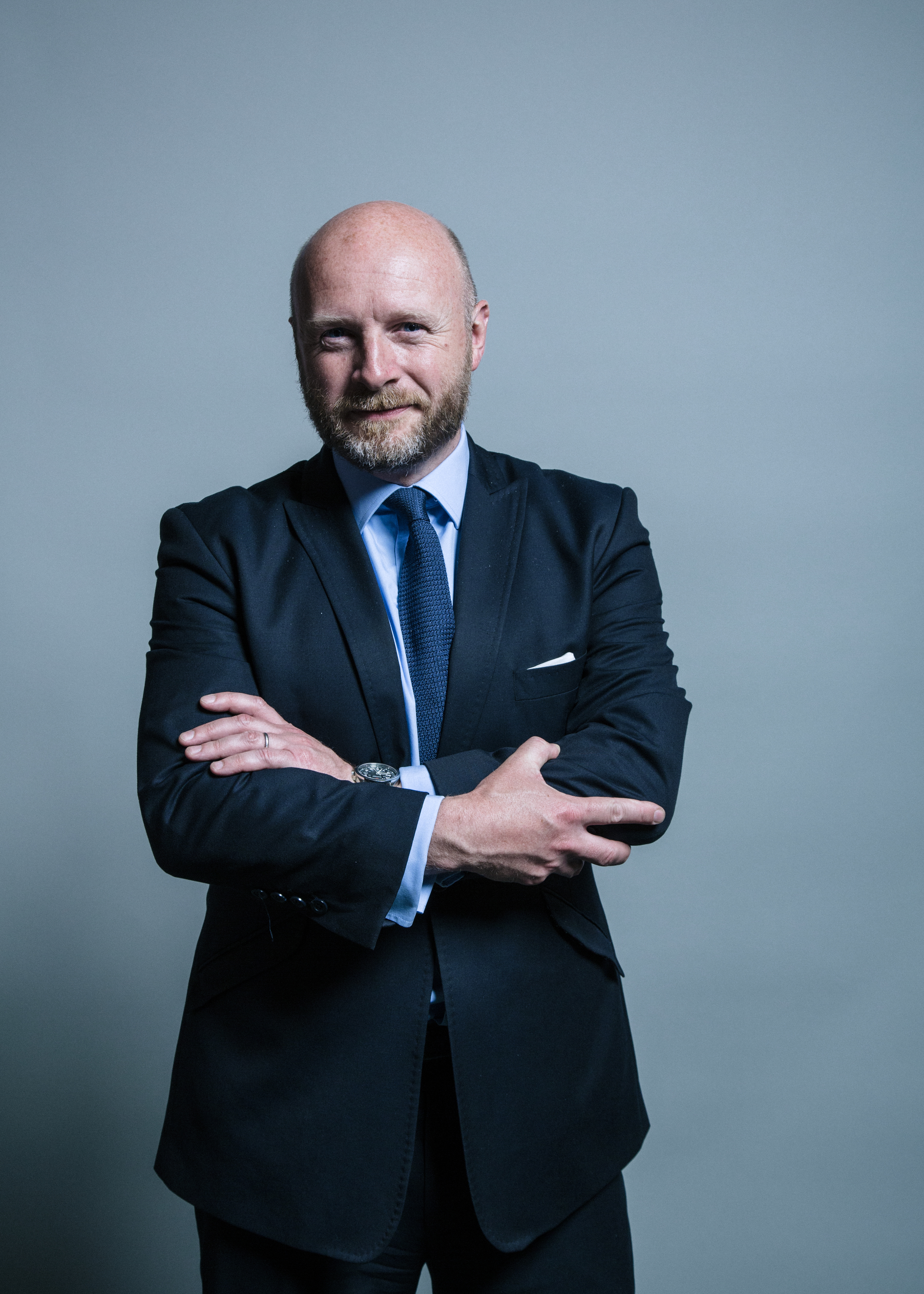
Liam Byrne (2004-Présent)